# ヤスヒロ
ヤスヒロ（1972年3月3日 - ）は、日本の男性声優、ナレーター。埼玉県出身。ケンユウオフィス所属。
本名・旧芸名は藤原 泰浩（ふじわら やすひろ）。

## 来歴
上福岡市立第五小学校（現：ふじみ野市立西小学校、第15期生）、上福岡市立第二中学校（現：ふじみ野市立葦原中学校、第13期生）、埼玉県立和光国際高等学校普通科（第1期生）、國學院大學法学部法律学科（第102期生）、アミューズメントメディア総合学院声優学科（第3期生）卒業。81演技研究所出身。
アミューズメントメディア総合学院在学中から学業と両立しながら声優活動を始める。在学中1年次には、CD-ROM付属 季刊情報誌『キュリオシティー』（制作・発売元 ピース・オン・デマンド / 販売 三井物産）Q星人 皇帝役でデビュー。その後まもなく、『吸血姫美夕』第1話の担任役でアニメデビューを果たすこととなる。アミューズメントメディア総合学院を卒業後は、81演技研究所に進み、81プロデュースに所属することを第一目標に更なる声優演技基礎力向上のため邁進し続ける。81演技研究所の同期には三宅健太や比嘉久美子がいた。卒業査定では81プロデュースへの所属を果たせなかったが、このときの悔しさをバネに必ずや別の声優事務所に所属してみせると一念発起し、卒業後はフリーとして声優活動に専念。翌年2001年春にはアーツビジョンに所属することが決まった。アーツビジョンには2001年3月から2005年4月まで所属し、2005年5月よりケンユウオフィスに移籍。ケンユウオフィスに移籍したことを転機に、芸名を本名の「藤原泰浩」から「ヤスヒロ」に改めた。
ケンユウオフィスに移籍後は、指導者としても活動することとなり、高校、各種専修学校、各種専門学校、俳優養成所、声優養成所、声優預かりクラスなど様々な場で、演技指導を行っている。
2010年に東京アニメ・声優&eスポーツ専門学校の声優学科立ち上げメンバーの一人として参画したことから、2011年4月から2016年3月まで声優演技専任講師を担当。2016年4月からは系列校である東京放送芸術&映画・俳優専門学校にてヴォイスアクティング専任講師を担当、引き続き後身の指導に力を注いでいる。

## 人物
長男・藤原フミヤがジュネス所属のタレントとして3歳（2008年2月）から小学6年生（2015年8月）まで活動していた。大人計画所属の女優・猫背椿とは親戚関係である。
声種はテノール。
趣味は野球、カレー作りの研究。特技は子供をあやすこと。資格は高校公民科1種免許。

## 出演
太字はメインキャラクター。

### テレビアニメ
1997年
- 吸血姫美夕（担任）

2001年
- 機動天使エンジェリックレイヤー（カメラマン）
- Z.O.E Dolores, i（パイロット）
- 逮捕しちゃうぞ SECOND SEASON（トメゾー）
- 地球防衛家族（店員）
- 爆転シュート ベイブレード（2001年 - 2002年、男、ゴウキ） - 2シリーズ

2002年
- X -エックス-（教官）
- キ・ファイターテラン（ジャイタ）
- 七人のナナ（見物人、男子生徒B、不良B）
- 天地無用! GXP（田口）
- 電光超特急ヒカリアン（村人、漁師）
- ドラゴンドライブ（生徒A、高校生C）
- 灰羽連盟（パン屋店長）
- 花田少年史（近所の人）
- ぷちぷり*ユーシィ（衛兵C）
- プリンセスチュチュ（町の男たち）
- 炎の蜃気楼（亡霊の声）
- 円盤皇女ワるきゅーレ（仕官A）
- 陸上防衛隊まおちゃん（男B）

2003年
- AVENGER（市民）
- R.O.D -THE TV-（2003年 - 2004年、マスター、学者）
- F-ZERO ファルコン伝説（族A）
- ガングレイヴ（黒服の男、ベアの部下）
- キノの旅 -the Beautiful World-（役人B）
- GetBackers-奪還屋-（依頼人）
- 攻殻機動隊 STAND ALONE COMPLEX（刑事、路上生活者）
- 獣兵衛忍風帖 龍宝玉篇（家臣D、武士、力士A）
- スクラップド・プリンセス（里人たち）
- 住めば都のコスモス荘 すっとこ大戦ドッコイダー（ワルレオーネ）
- 天使のしっぽChu!（たかし）
- NARUTO -ナルト-（ミダレ）
- PEACE MAKER鐵（浪士）
- フルメタル・パニック?ふもっふ（監視員）

2004年
- お伽草子（村人、海賊A、兵士B、陰陽師A）
- ギャラクシーエンジェル（第4期）（士官）
- 今日からマ王!（兵士）
- KURAU Phantom Memory（店員、海賊）
- ごくせん（中西、生徒、三年生A、先生、チンピラB 他）
- 鉄人28号（作業員B、記者2）
- 天上天下（地風炎、哲、男、バットの男）
- BLEACH（2004年 - 2007年、ドレッド、部員B）
- 忘却の旋律（マスター）
- 美鳥の日々（ゾンビA）
- MEZZO -メゾ-（大木、小瀬、チーフマッチョ、研究員、運転手 他）

2005年
- ギャラリーフェイク（客）
- MONSTER（パーティ会場の男B）

2006年
- おとぎ銃士 赤ずきん（村人）
- 学園ヘヴン BOY'S LOVE HYPER!（直井、工事の人B、刺客1、生徒2、陸上部主将）
- 牙 -KIBA-（レジスタンスリーダー）
- ケロロ軍曹（親衛隊）
- コヨーテ ラグタイムショー（責任者、面接官）
- 涼宮ハルヒの憂鬱（コンピ研部員B）
- 内閣権力犯罪強制取締官 財前丈太郎（声）

2007年
- 逆境無頼カイジ（ギャラリーB、観客）
- CLAYMORE（町人B）
- 古代王者 恐竜キング Dキッズ・アドベンチャー（若者A）
- シグルイ（山内、奉公人、左馬之介、蝉丸、門人壱）
- 蒼天の拳（フランス役人）
- 遙かなる時空の中で3 紅の月（平家侍1）
- ひまわりっ!!（警備兵3）
- メイプルストーリー（2007年 - 2008年、モンスターC、ウッディ、ポーコ）

2008年
- 狼と香辛料（商人A、商人）
- D.C.II S.S. 〜ダ・カーポII セカンドシーズン〜（おじさん）
- 二十面相の娘（手下A）
- ネオ アンジェリーク Abyss（コック、店主、船員） - 2シリーズ
- 秘密 〜The Revelation〜（委員会役員2、男、刑事、年配の男）
- ヤッターマン（第2作）（大会委員長）

2009年
- エグザムライ戦国（山嵐）
- 蒼天航路（伍孚、宦官B、武将B）
- WHITE ALBUM（パーソナリティ）

2011年
- 逆境無頼カイジ 破戒録篇（従業員C、従業員、従業員B、従業員A）

2014年
- いなり、こんこん、恋いろは。（八咫烏）
- ウィザード・バリスターズ 弁魔士セシル（細波サンゴ）

2017年
- このはな綺譚（亀）

2018年
- からくりサーカス（マクダレン）

2019年
- 僕のヒーローアカデミア（2019年 - 2024年、ロックロック、ヨロイムシャ、ハイエンドおでぶちゃん） - 3シリーズ

2020年
- 名探偵コナン（2020年 - 2024年、犀川学、奥元了介）
- ヒーリングっど♥プリキュア（スミス父）
- ドラえもん（テレビ朝日版第2期）（2020年 - 2023年、オシシ仮面、本屋さん、会社員、天狗、本屋の店主 〈15代目〉他）

2021年
- もっと!まじめにふまじめ かいけつゾロリ（2021年 - 2022年、カウコフ、シオ・カラー） - 2シリーズ
- クレヨンしんちゃん（2021年 - 2025年、有馬太郎、おじさん、本屋さん）
- 忍たま乱太郎（2021年 - 2022年、鶴の巣城の忍者）
- 名探偵コナン 警察学校編 Wild Police Story（2021年 - 2023年、老教官）

2023年
- 範馬刃牙（藻木研一郎、剣持武志、ドライバー）

2024年
- パズドラ（2024年 - 2025年、老宇宙人、委員長）

### 劇場アニメ
- シックス・エンジェルズ（2002年、補佐官A）
- 甲鉄城のカバネリ 海門決戦（2019年、マクモ）
- 僕のヒーローアカデミア THE MOVIE ヒーローズ:ライジング（2019年、ロックロック）
- 名探偵コナン ハロウィンの花嫁（2022年、刑事）
- 名探偵コナン 黒鉄の魚影（2023年、職員）

### OVA
2000年
- With You 〜みつめていたい〜（不良A）

2001年
- Malice@Doll（チックソルダー）

2002年
- 殺し屋1 THE ANIMATION EPISODE 0（今村）
- ナコルル 〜あのひとからのおくりもの〜 郷里之畏友編（村人）
- フロム I"s アイズ -もうひとつの夏の物語（不良C）

2003年
- 性裁 白濁のみそぎ 前編（根岸正義）
- デンキネコ 日本列島改造計画（現場監督）
- 天地無用!魎皇鬼（第三期）（池田）

2004年
- 性裁 白濁のみそぎ 後編（根岸正義）

2007年
- 異国色恋浪漫譚（外国人）
- 君が望む永遠〜Next Season〜（店員）
- 最遊記RELOAD -burial-（修行僧B、案内役）

2008年
- KITE LIBERATOR（追音貴知、追音香衣）
- 絶対衝激 〜PLATONIC HEART〜（吉田琢磨）
- 不思議の国とアリス（キング）

2011年
- SUPERNATURAL: THE ANIMATION（チャック）

2015年
- 性裁 ザ・ベスト（根岸正義）

### Webアニメ
- 涼宮ハルヒちゃんの憂鬱（2009年、コンピ研部員B）
- 範馬刃牙（2023年、藻木研一郎）
- 一人之下 锈铁重现（2024年、老張）
- 『リコリス・リコイル』Friends are thieves of time.（2025年、強盗[9]）

### ゲーム
2001年
- 君が望む永遠（涼宮宗一郎）

2002年
- ときめきメモリアル2 Music Video Clips サーカスで逢いましょう（伊集院メイ私設応援団リーダー）
- 爆転シュート ベイブレード2002 熱闘! マグネタッグバトル（ゴウキ）

2003年
- 君が望む永遠 〜DVD specification〜（涼宮宗一郎）
- 君が望む永遠 〜Rumblig hearts〜（涼宮宗一郎）

2004年
- 犬夜叉 〜呪詛の仮面〜
- 鉄人28号（自衛隊）

2005年
- パチパラ12〜大海と夏の思い出（黒崎竜介）
- ラジアータ ストーリーズ（ピーキィ）

2008年
- 君が望む永遠 〜Latest Edition〜（涼宮宗一郎）
- スーパーロボット大戦Z（セント・レーガン兵）
- ネオ アンジェリーク フルボイス（ビリー）
- 無限のフロンティア スーパーロボット大戦OGサーガ（インテリオーク）

2010年
- 無限のフロンティアEXCEED スーパーロボット大戦OGサーガ

2012年
- Borderlands 2（シェード）
- ホビットの冒険

2013年
- BioShock Infinite（ロジャー）
- スカイランダーズ スパイロの大冒険（フラヴィウス、ヴァセク、カイガラトロン4000）
- スロッターマニアV 絶対衝激II（吉田琢磨）

2015年
- Fallout 4（ブレンダン・ヴォルカート、ブレット、カルビン・ウィテカー、マロースキー、ノーシー、シェフィールド、ジーク）

2017年
- レインボーシックス シージ（リージョン）
- WolfensteinII: The New Colossus「ガンスリンガー・ジョーの大冒険」（ロデリック・メッツァ）

2018年
- Far Cry 5（カルトメンバー）
- Far Cry 5「デッドリビング・ゾンビ」（ディレクター、カルトメンバー）

2019年
- ザ・ウェイ 〜トワの誓い〜（バウンティーハンター、ドクター・ラス、ブルーシステム）

2020年
- 僕のヒーローアカデミア One's Justice2（ロックロック）
- ファイナルファンタジーVII リメイク

2021年
- ニーア レプリカント ver.1.22474487139...（仮面武器屋、仮面門番、仮面兵士、崖男性、崖老人、崖青年、海男性、海釣具屋、砂漠の盗賊、崖の村人、青年）
- ゴーストリコン　ブレイクポイント「アンバー・スカイ作戦」（リージョン）

2022年
- アサシン クリード ヴァルハラ「ラグナロクの夜明け」（ブロック、ブラマー）

2024年
- 三國志8 REMAKE（孟獲）

2025年
- コール オブ デューティ ブラックオプス6 ゾンビモードDLC 第3弾 Shattered Veil（AI合成 サム・コルトン）

### ドラマCD
- 愛とバクダン1〜リスキービジネス 危険を買う男〜（斉藤要）
- 愛とバクダン2〜STARTING OVER 誰がために君は走る〜（斉藤要）
- 赤の神紋-DIVINE RED-（若者）
- 牛泥棒（福島）
- Weiß kreuz Glühen Wish A Dream Collection（チンピラ）
- Weiß kreuz Glühen 太陽の蘭〜THE ORCHID under THE SUN〜（チンピラ）
- Weiß kreuz Glühen Fight Fire With Fire（ヤクザ2）
- エレメンタル ジェレイド（空賊）
- エンジェル・ハウリング1　獅子序章（警備兵）
- ENDLESS2 ENDLESS KISS〜永遠の約束〜（仁）
- 子供（ガキ）の領分2　蓮見高ハリケーン（野々宮）
- 子供（ガキ）の領分5　悪運の条件（バッド・ボーイズ）（森下）
- 君が望む永遠 ドラマシアター vol.2〜速瀬水月〜（涼宮宗一郎）
- 傾城秘話 籠の中で〜籠の華（旦那さん）
- 暗闇の封印〜邂逅の章〜（天使）
- クロノクルセイド（給仕）
- クローゼットで奪いたい（店員、進行係）
- 君主サマの恋は勝手!（同好会のメンバー）
- 極愛（武藤）
- 子猫シリーズ ピンクな子猫（男子学生）
- 好きだよっ! 下巻（大塚）
- スクラップド・プリンセス（暗殺者）
- セイント・ビースト（神官D 村人D）
- セイント・ビースト 悠久の章〜楽園喪失〜（上位天使B）
- セイント・ビースト エンジェルクロニクルズ〜覚醒〜（船員A 海賊B 魔物）
- 爪先にキス（ホスト）
- 天使禁猟区15（天使）
- 天狗陰陽道（三浦介義明）
- 東京ディープナイト（組員）
- 天高く、雲は流れ　第2巻（赤の海賊）
- 新妻ふわふわ日記（小泉二誓）
- 遙かなる時空の中で2 小春日和（院の武士）
- 遙かなる時空の中で3 紅の月 第一夜（源氏の武士）
- ふしぎ遊戯 玄武開伝（妖魔）
- ベクター・ケースファイル 稲穂の昆虫記（犯人）
- ボーイズライフ完全版（辻亮太）
- WHITE ALBUM サウンドステージ1（DJ）
- 真昼の月2（王）
- 淫らな罠に堕とされて（チンピラ）
- ミルククラウン スタァーズ（不良）
- MEZZO 「音の殻」（麦ちゃんの部下）
- 理事長様のお気に入り（遊園地の係員）
- WILD ADAPTER 03（幹部）

### オーディオブックCD
- 大学4年間で学ぶ金融学が10時間でざっと学べる（メインナレーター）
- 大学4年間で学ぶデータサイエンスが10時間でざっと学べる（メインナレーター）
- 芥川龍之介全集（メインナレーター）
- 小川未明童話集全集（メインナレーター）
- 夏目漱石全集（メインナレーター）
- 新美南吉全集（メインナレーター）
- 宮沢賢治童話全集（メインナレーター）
- イソップ童話全集（メインナレーター）
- グリム童話全集（メインナレーター）
- 「感情の整理」が上手い人 下手な人（メインナレーター）
- ハーレクインシリーズ 熱砂の約束（レイフ）
- ハーレクインシリーズ 運命がくれた愛（カルロ）
- ハーレクインシリーズ 罪な出会い（トレント）
- 笑って禁煙できる本（メインナレーター）
- 1分間スティーブ･ジョブズ　人生に革命を起こす77の原則（メインナレーター）
- 1分間本田宗一郎　常識を打ち破る人生哲学77（メインナレーター）
- 選ばれる理由（メインナレーター）
- 富を築く技術 〜金儲けのための黄金のルール20（メインナレーター）
- 60分でわかる オセロー -シェイクスピアシリーズ7-（メインナレーター）
- 「7つの習慣」実践ストーリー4（メインナレーター）
- 超訳 君主論（メインナレーター）
- 超訳 資本論（メインナレーター）
- あなたの人生をプラスの結果に導く マスターの教え 〜新訳版〜（メインナレーター）
- 自分を導く普遍の真理 思いと結果の法則（メインナレーター）
- ケルト神話（メインナレーター）
- 50分でわかる じゃじゃ馬馴らし -シェイクスピアシリーズ8-
- グッドラック
- 営業の魔法
- 仕事の魔法
- 魔法の原石

### 吹き替え

#### 映画
- 蒼き狼/チンギス・ハーン（オンギラト族長）
- あなたになら言える秘密のこと（アヴドゥル）
- イブラヒムおじさんとコーランの花たち
- 永遠の片想い（ミンシク）
- エイリアンVSエイリアン インベーション（デヴリン）
- エンド・オブ・センチュリー（メイベス）
- 王朝の秘宝
- オーメン
- 壊滅暴風圏/カテゴリー6（ロイ）
- ガーディアンズ 呪われた地下宮殿（チェン）
- 家紋の危機（斧組組員）
- ガルーダ
- クライ・ベイビー
- クライム・アンド・ダイヤモンド（ラファティ）
- クライング・フィスト（整備工）
- グラスハウス
- ケミカル51（アーサー）
- コード:ゼロ（リポーター）
- Koma
- コモドVSキングコブラ（フランク）
- サグライフ THUG LIFE（アイザック）
- サティスファクション（アダム・フレジアー）
- サディスト（ポストマン）
- サランヘヨ あなたに逢いたくて（トラックの運転手）
- 三十四丁目の奇跡（ジュリアン・シェルハマー）
- ザ・センチネル/陰謀の星条旗（アジズ・ハザット）
- ザ・ハッカー（ニュースキャスター）
- ザ・ハッカー2（警備員）
- 軍鶏（リングドクター）
- 新精部門
- 新装開店（コック長）
- ジャック（ハマーフェルド）
- 呪怨
- ジョーイ
- ステルスX（コンスタンティノフ）
- セコンド・フロント（セミオン）
- 007 ムーンレイカー（警部）
- 先生はあきらめない〜ロン・クラーク物語〜（トム）
- ゾディアック（ドン・チェイニー）
- ダーク・インフェルノ（ロニー）
- タイムコップ NEXT LEVEL（警官）
- タイムコップ2 NEXT LEVEL（アナウンス）
- 第一目撃者（グレイザー）
- ダウン
- TATARI タタリ 呪いの館 特別版（カイル）
- チェチェン・ウォー（アレクサンドロ・マトロソフ）
- 鉄板英雄伝説（アシュトン・カッチャー）
- ディテクティヴ（サージ・ミルズ）
- Definitely,Maybe（サイモン）
- テラコッタ・ソルジャー
- 年上の女（ヌンジオ）
- ドッジボール
- ドリームガールズ
- ナザレのイエス（ゼラ）（メルキオル）
- ニキータ（メンバー）
- 2001人の狂宴（レスター）
- N.Y.犯罪潜入捜査官（マック）
- バイオ・ディザスター（スナイパー）
- 裸足のギボン（チルボク）
- 84㎡（チョ チーム長、派出所長）
- ハッスル・キング
- バレンタインデー（レイシー）
- バンディダス（手下1）
- ブラック・スコルピオン
- ブラッドレインII（フランソン）
- 紅蜘蛛女（ダッキー）
- ファイナル・カット（カメラマン）
- ファルコンダウン（警備員）
- 風雲!格闘王
- ブラック・スコルピオン
- ブラッド・ワーク（鑑識の男）
- プロジェクトV（バイオント） 史上最悪のダム災害（フロズィーニ）
- ヘルレイザー ワールド・オブ・ペイン
- ボーダータウン 報道されない殺人者（フランク）
- 墨攻（趙上校）
- ホステル2（パベル）
- ホワイト・クリスマス
- マッド・カンニバル（カール）
- 名探偵ピカチュウ
- モブ・シスター（洛華の子分）
- ユゴ 大統領有故（サンウク）
- 夜のメイド（ジョルジオ）
- ラヴァーズプレイヤー はつ恋（マーレフスキー）
- RECON2020
- レイン・オーバー・ミー（ファロン）
- レガシー（係官）
- ワイルド・スピード
- ワイルド・レーサー3（ベズ）
- ワールド・トレード・センター（救助隊）
- ワルシャワの柔肌（助手）

#### ドラマ
- アントラージュ★オレたちのハリウッド（ロイド、ガス、チャック）
- ER緊急救命室
  - シーズン11 #17（ティオ・エスコバー〈マリオ・ララーザ〉）
  - シーズン13 #13、17（フライトナース〈マティ・モラレホ〉）、#17（ジュニア〈アーロン・トッド・ケシー〉）
- エイリアス（ラーズ、パーク医師）
- エンジェル（男）
- カエルになった王子様（タン・シュンミン）
- コールドケース（スタンプ、若ニック、ジョー）
- ザ・シークレット エージェント（ドクター）
- ザ・ソプラノズ 哀愁のマフィア（ムハメッド）
- ザ・プリテンダー 仮面の逃亡者（バスケス）
- ザ・ユニット 米軍極秘部隊（隊員1）
- CSI:ニューヨーク（クラーク）
- 少林武王（ダーハン）
- 新酔拳（賽時珍）
- スーパーナチュラル（店員、学生）
- スターゲイト アトランティス（カーソン・ベケット）
- SEX AND THE CITY（ドゥワイト）
- 雪山飛狐（田の仲間、薛萼の弟弟子）
- 太極英雄
- デクスター 警察官は殺人鬼（マット・チェンバーズ、フラン）
- デスパレートな妻たち（男性店員、ヘクター）
- 24 -TWENTY FOUR-（NEST）
- Dr.HOUSE（アラン、ウェルズ医師）
- NIP/TUCK マイアミ整形外科医（ケビン）
- 22世紀ファミリー 〜フィルにおまかせ〜
- 裸足の青春（バンゲ）
- パパにはヒ・ミ・ツ
- バフィー 〜恋する十字架〜（カルロス）
- HEROES（医師）
- プッシング・デイジー 恋するパイメーカー（バーナード・スレイベック）
- プリズン・ブレイク（ブライアン）
- プラハの恋人（ソ・ユンギュ）
- ペインテッド・レディ〜肖像画の淑女〜（ジェフ・ベンサム）
- 北京バイオリン（男の客）
- 窈窕淑女
- 4400 未知からの生還者（メッシーナ）
- メントーズ　世界の偉人たちからのメッセージ（トム）
- 雪の女王（チョ・ミノ）
- 四姉妹物語（チョンシク）
- ライフwithデレク（ラルフ・パポドポラス、コーリー・プランケット、フランク、エドガー、ティンカー）
- ロマンス（広報部部長）

#### テレビ番組
- 世界恐怖体験 イギリス・霊多発地帯の恐怖（キース・バージェス）

#### アニメ
- アドベンチャー・タイム（ガミー）
- アバター 伝説の少年アン（パティーク、キャベツ売り、ドゥー、ギャシュイン、ターン）
- キャスパー（ヒューイ）
- スパイダーマン&アメイジング・フレンズ（ダーコン）
- ティーン・タイタンズ（スチームローラー）
- トータリー・スパイズ!（アイゼンシュタイン博士）
- プッカ（ガル[10]、ダダ、シャーマン、チャン、ウォン、ボゴ）
- ベン10（戦士2）
- リトルフット（飛び屋）

### 番組ナレーション
- インターローカルアワー 南九州グルメ便り（メインナレーター） - インターローカルTV
- CS GyaO presents パイレーツ・オブ・カリビアン/ワールド・エンド特集（メインナレーター） - CS GyaO
- SUPER JUNIORのミラクル（スポットCMナレーション） - Mnet
- 韓国ドラマ 魔女の法廷（特典映像ナレーション）

### 企業VPナレーション
- パーソナルポータブルガジェット oreplug（ナレーション） - ジャストシステム

### 商品VPナレーション
- 進撃の巨人2 -Final Battle-（ナレーション） - コーエーテクモ

### ボイスオーバー
- アニマル・ベイビーズ!（メインナレーター）
- 偉大なるファラオ
- 撃つためのデザイン
- 犬のしつけキャンプ（ロバート・アレイン）
- 失われた物を探して
- クリスティーの館
- 死者の秘密
- ジャングルガール ビンディとゆかいな動物たち（クロックメン）
- 戦場から日常へ
- BS世界のドキュメンタリー
  - 大海原のゴールドラッシュ（ショーン・キングスレー）
  - キング・コーン 〜とうもろこしの国を行く〜（イアン・チェイニー）
  - リビア 未来のために（アブドゥルアジズ・ビンハッジ）
- メキシコ
- ラストデイズ 〜第二次世界大戦終結への道〜（アトウォーター）

### ポッドキャスト
- Go-Giverポッドキャスト（ボブ・バーグ）

### テレビショッピング
- H2Oバキューム・ターボ（ナレーター）

### パチスロ
- からくりサーカス（マクダレン）
- シュート!（実況）
- 絶対衝激 〜PLATONIC HEART〜（吉田琢磨）
- 絶対衝激II 〜PLATONIC HEART〜（吉田琢磨）
- 絶対衝激III 〜PLATONIC HEART〜（吉田琢磨）
- L 絶対衝激 ～PLATONIC HEART〜（吉田琢磨）

### iPhoneアプリ
- 鬼から電話（歯痛殿下）
- 鬼から電話DX（宇宙人）
- トミカプラレールDEのりもの知育 ひらがなトレイン 山手線編（ヤスヒロ隊長）
- トミカプラレールDEのりもの知育 ひらがなトレイン 東北新幹線編（ヤスヒロ隊長）
- トミカプラレールDEのりもの知育 ひらがなトレイン 東海道新幹線編（ヤスヒロ隊長）
- 激Jパチスロ 絶対衝激 〜PLATONIC HEART〜（吉田琢磨）
- 激Jパチスロ 絶対衝激II 〜PLATONIC HEART〜（吉田琢磨）

### 知育教材
- めばえ 知育増刊シリーズ トミカ・プラレール（ひらがな発見隊ヤスヒロ隊長、マロン、マックス）
- 幼稚園増刊 えいご はじめよう!シリーズ トミカ・プラレール（のりもの防衛隊ヤスヒロ隊長）
- 知育ドリル トミカ・プラレール シリーズ（ひらがな発見隊ヤスヒロ隊長、のりもの防衛隊ヤスヒロ隊長）
- 音とカードでおけいこ トミカ・プラレール ひらがなしんかんせん（のりもの防衛隊ヤスヒロ隊長）

## 講師指導実績
- ケンユウオフィス 養成所トークバック 声優演技講師
- テアトルアカデミー 声優養成クラス 声優演技講師
- パワー・ライズ 声優養成所 声優演技講師
- TABプロダクション 声優養成所 声優演技講師
- 国際情報メディア専門学校 声優アクターズ科 声優演技招聘講師
- 東京アニメ声優＆eスポーツ専門学校 声優科 声優演技専任講師
- 東京放送芸術&映画・俳優専門学校 俳優科 ヴォイスアクティング専任講師
- 細谷高等専修学校 パフォーマー総合専攻 声優実習 非常勤講師
- 代々木アニメーション学院 声優科 声優演技 非常勤講師

### シリーズ一覧
1. ↑  第1期（2001年）、第2期『2002』（2002年）
2. ↑  第1期（2008年）、第2期『-Second Age-』（2008年）
3. ↑  第4期（2019年 - 2020年）、第6期（2022年 - 2023年）、第7期（2024年）
4. ↑  第2シリーズ（2021年）、第3シリーズ（2022年）